# Городское поселение Светлое
Городское поселение Светлое — городское поселение в Тернейском районе Приморского края.
Административный центр — пгт Светлая.

## История
Статус и границы городского поселения установлены Законом Приморского края от 6 августа 2004 года № 133-КЗ «О Тернейском муниципальном районе»

## Население
| 2009 | 2010 | 2011 | 2012 | 2013 | 2014 | 2015 |
| ---- | ---- | ---- | ---- | ---- | ---- | ---- |
| 1084 | ↘941 | ↘922 | ↘886 | ↗891 | ↘833 | ↘811 |
| 2016 | 2017 | 2018 | 2019 | 2020 |      |      |
| ↘797 | ↘758 | ↘648 | ↘559 | ↘537 |      |      |

## Состав городского поселения
В состав городского поселения входит один населённый пункт — пгт Светлая.

## Местное самоуправление
Глава администрации: Юрков Федор Сергеевич
Адрес: 692166, пгт. Светлая, ул. Школьная, 2 
Телефон: 8 (42374) 35-5-40